# Frecce Tricolori

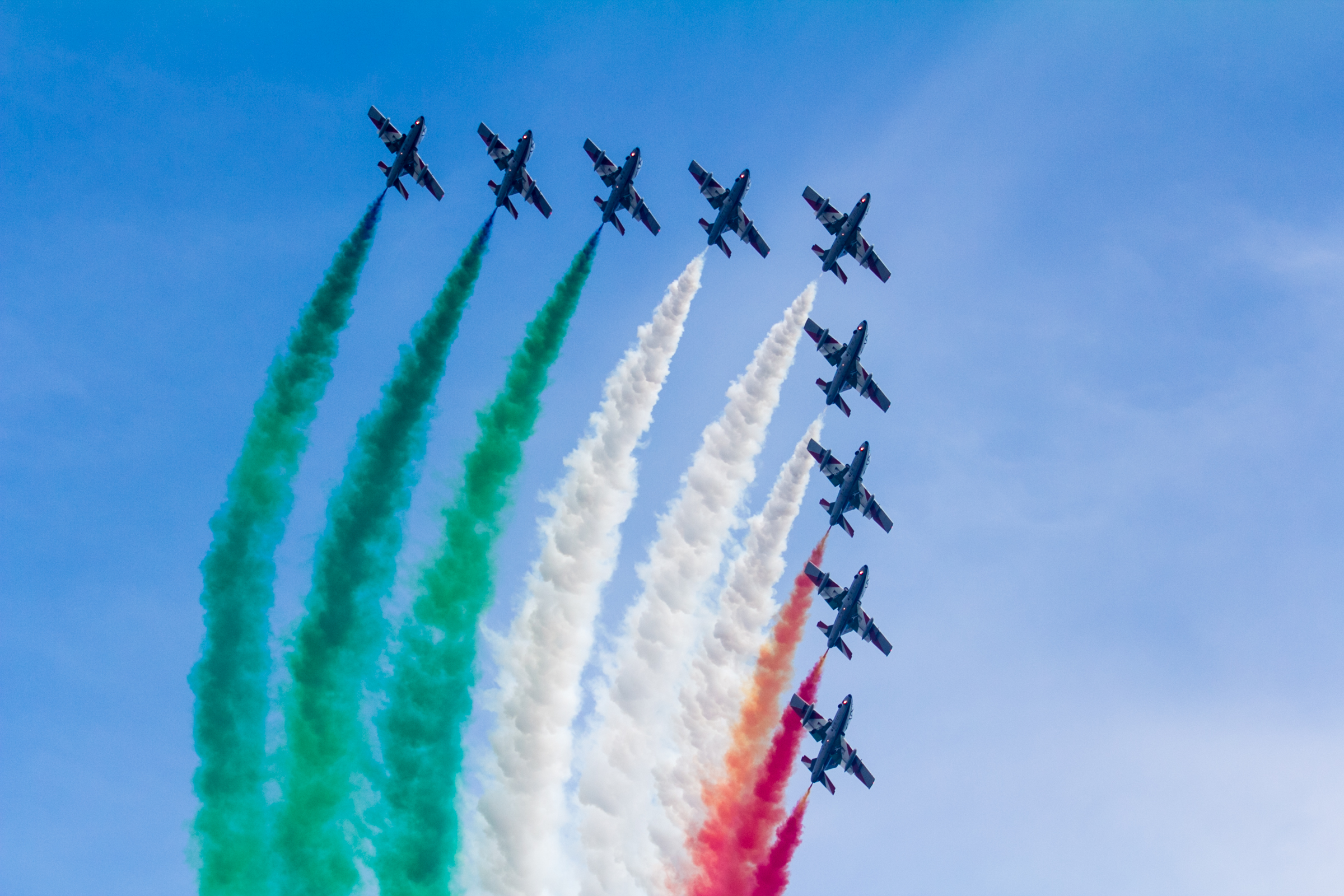
Skupina při přehlídce RIAS 2014

Frecce Tricolori neboli Tříbarevné šípy (oficiální název 313° Gruppo Addestramento Acrobatico) je letecká akrobatická skupina italských armádních vzdušných sil.

## Historie
Skupina vznikla 1. března 1961 na základně Rivolto jako náhrada za neoficiální skupiny, které v Itálii existovaly od dvacátých let.
Zpočátku létali členové akrobatické skupiny s americkými letouny North American F-86 Sabre. V prosinci 1963 piloti Frecce Tricolori obdrželi domácí stroje Fiat G.91, které v roce 1982 nahradily letouny Aermacchi MB-339 PAN.

## Současnost
Letecká skupina sídlí na základně Rivolto na severovýchodě Itálie v provincii Udine. Skupina používá deset dvoumístných cvičných letounů typu Aermacchi MB-339-A/PAN dosahující rychlosti až 898 km/h. V sestavě létá devět letadel ve formaci a jeden sólista. Frecce Tricolori se několik let po sobě objevují na české přehlídce CIAF
Exhibiční program Frecce Tricolori trvá přibližně 25 minut. Formace přilétá vždy za zvuků italské národní hymny a odlétá za zpěvu Luciana Pavarottiho a jeho árie Nessun dorma. Vystoupení zahrnuje mnoho rozmanitých manévrů, k nejznámějším patří bomba, srdce, bláznivý let, jiskra, Arizona nebo lomcovák.

## Nehody
V roce 1988 se při manévru probodnuté srdce na letecké přehlídce na německé základně Ramstein srazila dvě letadla Aermacchi MB-339. Letadla spadla do hlediště a při následném požáru kerosinu zemřelo přímo na místě přes 70 osob.